# Viktor Rutz
Viktor Rutz (* 22. Dezember 1913 in Straubenzell; † 26. März 2008 in Montreux) war ein Schweizer Maler, Zeichner und Plakatkünstler. Sein Werk umfasst Malerei, Plakate, Lithografien, Kunst am Bau, Wandbilder und Videos.

## Leben und Werk
Viktor Rutz Familie zog 1915 nach Zürich. Er absolvierte von 1927 bis 1930 eine Lehre als Mode- und Warenhauskatalogzeichner. 1934 heiratete er Maria Luisa Wilhelmine, geborene Wedeking (1914–2014), auch Ria Rutz genannt. Zusammen hatten sie vier Kinder. 1945 zog die Familie nach Vevey, wo sie Nachbarn von Le Corbusier waren. Nach dem Zweiten Weltkrieg betätigte sich Rutz hauptsächlich als freischaffender Maler. Zudem unternahm er Reisen in verschiedene europäische Länder, in die Vereinigten Staaten und nach Asien.
1949 hielt er sich an der Côte d’Azur auf und lernte Pablo Picasso kennen. Zudem bot ihm Floronce Gould (1895–1983), Kunstmäzenin und Frau von Frank Jay Gould, ihre Unterstützung an.
Wieder in der Schweiz widmete sich Rutz ab 1952 seinem monumentalen drehbaren Bild Tableau tournant de la philosophie universelle. Über die Entstehungsgeschichte, die Inspirationen und deren universale Philosophie drehte Marc Michel von 1969 bis 1971 einen 90-minütigen Film.
1964 wurde Rutz ausgewählt, den Schweizer Pavillon an der New Yorker Weltausstellung zu gestalten. 1941, 1942, 1944, 1945 und 1946 wurde er mit dem Schweizer Plakat des Jahres ausgezeichnet. Rutz schuf bis 1945 etwa 200 Bildplakate im realistischen Stil.
1971/1972 unternahm er eine Studienreise in den Fernen Osten. Diese führte ihn nach Indien, Japan, Thailand und in die Philippinen. Als seine jüngste Tochter 1979 schwer erkrankte, widmete sich Rutz für die nächsten zwei Jahre der Familie. 1988 gründete er für seine Tochter die Stiftung RUZO, die betroffene Jugendliche mit gleichem Schicksal unterstützt. 1992 eröffnete er in Territet sein Museum-Archiv.
Von 1966 bis 1997 schuf Rutz zahlreiche Aluminium-Arbeiten die mit einer von ihm erfundenen Spezialemulsion behandelt waren. Ein Feuer zerstörte 1997 sein Atelierhaus sowie an die 5000 Werke. Dabei verlor auch seine Tochter ihr Leben. 1998 begann er mit Unterstützung seiner Frau wieder zu malen. Ein Jahr später eröffnete er im neu konzipierten Haus sein Museum.
2003 wurde Rutz mit einer Ausstellung im Marmorpalast des Staatlichen Russischen Museums in Sankt Petersburg geehrt. 2004/2005 wurden Werke in der Ausstellung «Viktor Rutz – das Plakatschaffen» in der Basler Plakatsammlung gezeigt.